# Paul Aste
Paul Aste (5 de diciembre de 1916-29 de marzo de 1988) fue un deportista austríaco que compitió en bobsleigh y luge.
Ganó dos medallas en el Campeonato Mundial de Bobsleigh, en los años 1955 y 1958. Además, obtuvo siete medallas en el Campeonato Europeo de Luge entre los años 1951 y 1955.

## Palmarés internacional
| Campeonato Mundial | Campeonato Mundial           | Campeonato Mundial | Campeonato Mundial |
| Año                | Lugar                        | Medalla            | Prueba             |
| ------------------ | ---------------------------- | ------------------ | ------------------ |
| 1955               | Sankt Moritz (Suiza)         | Medalla de plata   | Doble              |
| 1958               | Garmisch-Partenkirchen (RFA) | Medalla de bronce  | Doble              |

| Campeonato Europeo | Campeonato Europeo           | Campeonato Europeo | Campeonato Europeo |
| Año                | Lugar                        | Medalla            | Prueba             |
| ------------------ | ---------------------------- | ------------------ | ------------------ |
| 1951               | Igls (Austria)               | Medalla de oro     | Individual         |
| 1952               | Garmisch-Partenkirchen (RFA) | Medalla de oro     | Doble              |
| 1952               | Garmisch-Partenkirchen (RFA) | Medalla de plata   | Individual         |
| 1953               | Cortina d'Ampezzo (Italia)   | Medalla de oro     | Individual         |
| 1953               | Cortina d'Ampezzo (Italia)   | Medalla de plata   | Doble              |
| 1955               | Hahnenklee (RFA)             | Medalla de oro     | Individual         |
| 1955               | Hahnenklee (RFA)             | Medalla de oro     | Doble              |